# Gran Premio del Bahrein 2024
Il Gran Premio del Bahrein 2024 è stata la prima prova della stagione 2024 del campionato mondiale di Formula 1. La gara si è disputata sabato 2 marzo sul circuito di Manama ed è stata vinta dall'olandese Max Verstappen su Red Bull Racing-Honda RBPT, al cinquantacinquesimo successo in carriera; Verstappen ha preceduto all'arrivo il suo compagno di squadra, il messicano Sergio Pérez, e lo spagnolo Carlos Sainz Jr. su Ferrari.
Per Max Verstappen è il quinto Grand Chelem (pole position, giro veloce e vittoria del Gran Premio conducendo tutti i giri in testa), dopo il Gran Premio del Qatar 2023, e il dodicesimo hat trick (pole position, giro veloce e vittoria), dopo il Gran Premio di Abu Dhabi 2023, in carriera in Formula 1. All'intero weekend di gara hanno assistito 100 000 spettatori, all'epoca lo stesso record di presenze delle edizioni del 2008 e del 2010.

## Vigilia

### Aspetti tecnici
Per questo Gran Premio la Pirelli, fornitore unico degli pneumatici, offre la scelta tra gomme di mescola C1, C2 e C3, le mescole più dure della gamma del genere di coperture messe a disposizione dall'azienda italiana, la stessa opzione scelta fin dall'edizione del 2022 del Gran Premio. L'azienda italiana nomina allo stesso tempo la scelta dei pneumatici per i successivi due Gran Premi, quello d'Arabia Saudita e quell'Australia. A partire da questo Gran Premio, la mescola C0, introdotta nella stagione 2023, ma mai utilizzata, viene rimossa. L'allocazione alternativa degli pneumatici sperimentata ai Gran Premi d'Ungheria e d'Italia del 2023, dove ai piloti sono stati forniti 11 set di pneumatici nel tentativo di ridurre i costi, verrà interrotta. Pertanto, ogni pilota e ogni squadra tornano ad avere 13 set di pneumatici a disposizione durante ogni fine settimana di gara.
La Federazione conferma le tre zone del Drag Reduction System utilizzate dall'edizione del 2019 quando l'organo mondiale dell'automobilismo decise di aumentare a tre le zone dove utilizzare il dispositivo mobile. La prima zona è stabilita sul rettilineo dei box, con punto per la determinazione del distacco fra piloti posto prima della curva 14; la seconda zona, introdotta successicamente, è presente nel tratto compreso tra le curve 3 e 4, con detection point fissato prima della prima curva; la terza zona è stabilita tra le curve 10 e 11, con punto per determinare il distacco fra piloti posto prima della curva 9. Nell'edizione precedente della gara il punto di attivazione del DRS posto sul rettilineo principale è stato spostato più avanti, venendo posizionato 250 metri dopo la curva 15.
Rispetto all'edizione del 2023 e dopo quanto verificatosi la settimana precedente durante i test pre-stagionali, lavori di riparazione, compreso il riempimento dei canali di scolo con calcestruzzo, sono stati eseguiti nell'area interessata attorno alla curva 11, nonché in un'area aggiuntiva attorno alla curva 7. Sono stati inoltre eseguiti ulteriori lavori di saldatura in alcune aree attorno al tracciato. L'organo mondiale dell'automobilismo stabilisce che, riguardo ai limiti del tracciato, se i piloti non rispettano quest'ultimi con l'entrata o l'uscita della curva 15, il loro tempo sul giro e quello immediamente successivo verranno invalidati dai commissari sportivi.

### Aspetti sportivi
Il Gran Premio rappresenta il primo appuntamento della stagione, il primo evento di 24 stabiliti nel calendario del campionato, record assoluto nella categoria, due appuntamenti aggiuntivi rispetto alla stagione precedente. Il Gran Premio del Bahrein, in Medio Oriente, è la gara di apertura per la quarta stagione consecutiva, il quale festeggia il ventesimo anniversario dal suo debutto, la prima di tre prove complessive calendarizzate nel mese di marzo. Per questa edizione la gara viene disputata al sabato. L'evento è stato fissato per questa giornata per rispettare le normative che richiedono un minimo di una settimana tra la disputa di due Gran Premi, poiché il successivo Gran Premio d'Arabia Saudita, che si tiene il 9 marzo, è stato spostato di un giorno per evitare un conflitto con il Ramadan, che inizia il 10 marzo. Tutte le sessioni vengono anticipate quindi di un giorno. L'ultima corsa a corrersi di sabato è stata il Gran Premio di Las Vegas 2023. Per la prima volta dalla stagione 1982, con il Gran Premio del Sudafrica, il mondiale inizia con una gara corsa di sabato. Il contratto per l'inserimento della gara nel calendario mondiale, sempre sul circuito di Manama, è stato rinnovato nel mese di febbraio 2022 fino alla stagione 2036. Sponsor del Gran Premio è, come avvenuto fin dall'edizione inaugurale, la compagnia aerea di bandiera del Paese, Gulf Air. A questa edizione assistono 100 000 spettatori, lo stesso record di presenze delle edizioni del 2008 e del 2010.
Presente nel calendario del campionato mondiale di Formula 1 fin dalla stagione 2004, il Gran Premio è fissato gara d'apertura del campionato a partire dal 2021. L'evento caratterizzò l'apertura del mondiale anche nelle edizioni 2006, 2010 e inizialmente quella del 2011, prima dell'annullamento a causa della Primavera araba, nonché il primo Gran Premio della storia a corrersi in Medio Oriente. La gara si disputa in notturna, come avvenuto fin dall'edizione del 2014. Il Bahrain International Circuit, sede della gara, è stato oggetto di due principali configurazioni: l'attuale utilizzata dall'edizione del 2004 a quella del 2009 e dal 2012, e quella utilizzata nel 2010 per celebrare i 60 anni della categoria. Un'ulteriore configurazione fu usata per l'edizione del Gran Premio di Sakhir, nella stagione 2020. Nella settimana precedente è stato sede dei test pre-stagionali. La sede è scelta a partire dalla stagione 2021, con Aramco stabilito come title sponsor. I team hanno avuto a disposizione una sola sessione spalmata su tre giorni, come nella stagione precedente. I test invernali su tre giorni ebbero luogo anche nella stagione 2021, i quali furono ridotti ad un'unica sessione, comunque della durata di tre giorni, a causa delle problematiche legate alla pandemia di COVID-19.
I precedenti costruttori Alfa Romeo e AlphaTauri hanno disputato l'ultimo appuntamento del mondiale 2023, il Gran Premio di Abu Dhabi, sotto questa denominazione. La scuderia svizzera ha terminato la sua partnership sia come title sponsor sia come partner tecnico, dopo aver collaborato e contribuito fin dalla stagione 2018 con l'omonima casa automobilistica italiana. Torna quindi la vecchia denominazione di Sauber, che continua a legarsi ai title sponsor Stake e Kick, e si prepara a diventare il team ufficiale Audi nel 2026. La scuderia cambia denominazione in Stake F1 Team Kick Sauber. Per la scuderia di Faenza vi è stato invece un cambio di nome in Racing Bulls, abbreviato in RB, supportata dai title sponsor Visa e Cash App, insieme a un parziale trasferimento a Milton Keynes, nel Regno Unito, per una ristrutturazione gestionale. Il team cambia denominazione in Visa Cash App RB F1 Team. Il nuovo team principal della squadra è l'ex ingegnere francese e direttore sportivo della Ferrari, Laurent Mekies, che ha preso il posto di Franz Tost. Anche alla scuderia statunitense Haas vi è un cambio al timone generale, con il giapponese Ayao Komatsu che prende il posto di Günther Steiner, che aveva coperto il ruolo fin dal debutto della scuderia nella stagione 2016, nel Gran Premio d'Australia. La società statunitense Cognizant non è più sponsor della scuderia inglese Aston Martin, facendo diventare di fatto l'azienda petrolifera saudita Aramco unico title sponsor del team. La squadra cambia denominazione ufficiale in Aston Martin Aramco F1 Team. Per la prima volta nella storia della Formula 1, tutti i piloti che disputano la prima gara dell'anno sono gli stessi della seconda parte di stagione di quello precedente. L'unico cambiamento rispetto ai piloti sotto contratto all'inizio del 2023 è l'australiano Daniel Ricciardo in sostituzione dell'olandese Nyck de Vries all'ex team denominato AlphaTauri, a partire dal Gran Premio d'Ungheria 2023.
Il pilota spagnolo dell'Aston Martin, Fernando Alonso, è l'unico fra tutti quelli iscritti al campionato ad aver partecipato all'edizione inaugurale della gara, nel 2004, con l'ex scuderia denominata Renault. Alonso si qualificò sedicesimo e terminò sesto, ottenendo tre punti. In questa gara, la spagnolo prende parte alla trecentosettantottesima partenza in un Gran Premio. Il pilota britannico della Mercedes, Lewis Hamilton, è quello con il maggior numero di successi nel Gran Premio del Bahrein. Tutte le vittorie sono state ottenute con la scuderia tedesca, nel 2014, 2015, e dal 2019 al 2021. La Ferrari è il team più vittorioso sul circuito di Manama, con sette affermazioni. I successi sono stati ottenuti con Michael Schumacher (2004), Felipe Massa (2007, 2008), Alonso (2010), Sebastian Vettel (2017, 2018) e Charles Leclerc (2022). Gli unici altri piloti ad aver trionfato in questo appuntamento sono stati Jenson Button, con la Brawn GP nel 2009, Nico Rosberg con la Mercedes nel 2016, e Max Verstappen con la Red Bull Racing nell'edizione precedente. Il record del maggior numero di pole position è condiviso da Hamilton e Vettel, con tre a testa. Vettel è partito in prima posizione nel 2010 e 2012 con la Red Bull Racing, e nel 2018 con la Ferrari; Hamilton è partito dalla prima piazza nel 2015, 2016 e 2020, sempre con la Mercedes. Dell'attuale griglia, altri quattro piloti sono partiti in pole position: Alonso nel 2005, Leclerc nel 2019 e 2022, Verstappen nel 2021 e 2023, e Valtteri Bottas nel 2017. Cinque attuali piloti debuttarono nella massima categoria in questo Gran Premio: nel 2023 il britannico Oscar Piastri con la McLaren e lo statunitense Logan Sargeant con la Williams, nel 2022 il cinese Zhou Guanyu con l'ex Alfa Romeo, nel 2021 il giapponese Yuki Tsunoda con l'ex AlphaTauri, e nel 2010 il tedesco Nico Hülkenberg con la Williams. Due piloti del campionato ottennero la prima pole position in carriera in questa gara: Bottas nel 2017 con la Mercedes, e Leclerc nel 2019 con la Ferrari. Il finlandese e il monegasco hanno ottenuto rispettivamente 20 e 23 partenze in prima piazza, per entrambi tutte con lo stesso costruttore.
A partire da questo Gran Premio, alle squadre non è consentito iniziare lo sviluppo della vettura destinata alla stagione 2026, che vedrà importanti modifiche al regolamento tecnico, fino all'inizio del 2025. Il numero massimo di componenti utilizzabili per il motore a combustione interna (ICE), l'MGU-H, l'MGU-K e il turbocompressore (TC) doveva essere ridotto da quattro unità, il massimo del precedente campionato, a tre. La riunione della F1 Commission prima dell'inizio del campionato compie un passo indietro, rendendo anche per quest'anno, e per il 2025, quattro il numero massimo dei componenti sopracitati. Per l'unità di controllo elettronico (CE) e per il sistema di recupero dell'energia (ES), il numero rimane invariato a due componenti per stagione. A causa dell'eccessivo calore presente nel Gran Premio del Qatar 2023, i team possono installare sotto la cella di sopravvivenza uno scoop che permetta loro di raffreddare la temperatura del pilota e della zona del cockpit. Per via dell'incidente avvenuto il pilota cinese della Sauber, Zhou Guanyu, durante il weekend del Gran Premio di Gran Bretagna 2022, sono state implementate ulteriori misure di sicurezza al rollbar per garantire l'incolumità del pilota. Cambia l'utilizzo del Drag Reduction System dopo la partenza o dopo la ripartenza in caso di safety car. Si può adesso utilizzare l'ala posteriore mobile dopo un solo giro e non due come avvenuto finora grazie alla sperimentazione, con esito positivo, avvenuta l'anno precedente durante le Sprint. Il diritto di revisione contro la decisione dei commissari sportivi durante i Gran Premi viene modificato. In precedenza, i team avevano fino a quattordici giorni per presentare una richiesta. L'arco temporale viene ridotto a quattro giorni. Nel tentativo di fermare tentativi di ricorso potenzialmente futili, la Federazione introduce anche una tassa. Il valore massimo di una multa applicabile al singolo pilota viene innalzato da 250 000 euro a 1 milione di euro. In modo da evitare che i piloti guidino lentamente nei giri di lancio durante le qualifiche, ad essi è stato inizialmente richiesto di non superare un tempo massimo impiegato per attraversare ciascun settore. Si tratta di un cambiamento rispetto al 2023, dove l'organo mondiale dell'automobilismo introdusse un tempo sul giro completo obbligatorio. Qualsiasi pilota che non rispetti questo limite viene segnalato ai commissari sportivi e potrebbe essere penalizzato. Tuttavia, successivamente la Federazione decide di tornare al metodo 2023 per misurare il tempo massimo sul giro su un intero giro. Le sanzioni da parte dei commissari sportivi per un pilota che ne supera un altro fuori dal tracciato e ottiene un vantaggio è stata aumentata da una penalità di cinque secondi a una penalità di dieci secondi, sebbene le penalità di cinque secondi possano ancora essere assegnate. La modifica è stata apportata poiché la penalità di cinque secondi era considerata insufficiente, con i piloti che guadagnavano regolarmente più di cinque secondi sorpassando illegalmente le vetture più lente fuori pista.
L'ex pilota di Formula 1, il britannico Derek Warwick, è nominato commissario aggiunto per la gara. Ha svolto già in passato tale funzione, l'ultima nel Gran Premio di Las Vegas 2023. È la casa automobilistica tedesca Mercedes a fornire la safety car e la medical car.

## Prove

### Resoconto
Il vento che spira forte sul tracciato rende poco significative le prestazioni della prima sessione di prove. Il miglior tempo, comunque più alto del migliore dell'analoga sessione del 2023, è di Daniel Ricciardo, che ha preceduto le due McLaren. La scuderia inglese è stata la sola, tra quelle pronosticate come più competitive alla vigilia, ad aver affrontato la sessione con gomme soft. La competitività della RB è stata confermata col quarto tempo per Yuki Tsunoda. Con gomme medie il migliore è stato Fernando Alonso, quinto, più veloce anche di Max Verstappen, sesto, a 369 millesimi dal tempo di Ricciardo.
La seconda sessione, corsa alla sera, con condizioni più simili a quelle della gara, ha visto il monopolio della Mercedes con le due prime posizioni della classifica. Lewis Hamilton ha battuto il compagno di team George Russell per 206 millesimi. Alonso è terzo, davanti a Carlos Sainz Jr.; è più indietro Leclerc (nono), penalizzato da un errore nel primo tentativo rapido, e leggermente ostacolato nel secondo. La McLaren ha ottenuto, invece, risultati contrastanti, con Piastri quinto e Lando Norris ultimo, penalizzato anch'egli da alcuni problemi nei giri più rapidi, con gomme morbide. Nella simulazione di gara, con gomme morbide, Verstappen è sembrato il più costante, mentre le Ferrari e le Mercedes, pur non distanti, hanno dimostrato la necessità di un giro di raffreddamento, dopo l'uso intenso delle gomme soft. La simulazione di gara, inoltre, sembra escludere l'utilizzo delle gomme a mescola media.
Al termine della seconda sessione di prove libere del venerdì, il pilota finlandese della Sauber, Valtteri Bottas, viene convocato dai commissari sportivi per essere uscito dalla corsia dei box con il semaforo rosso, poco prima dell'inizio della sessione. Bottas riceve una reprimenda legata alla guida, la prima della stagione.
Prima della terza sessione di prove libere del sabato, sulla vettura di Lando Norris viene installata la seconda unità relativa al sistema di recupero dell'energia e all'unità di controllo elettronico. Il pilota britannico della McLaren non è penalizzato sulla griglia di partenza in quanto i nuovi componenti installati rientrano tra quelli utilizzabili nel numero massimo stabilito dal regolamento tecnico.
La sessione del sabato, anch'essa poco significativa per il fatto di essere disputata di giorno, vede primo Sainz Jr.; alle sue spalle si sono piazzati il connazionale Alonso e Max Verstappen; la Red Bull Racing è stata la sola scuderia a iniziare la sessione per un ulteriore test con gomme di tipo hard. La sessione è risultata molto combattuta, tanto che i primi 14 piloti sono divisi da meno di nove decimi.

### Risultati
Nella prima sessione del giovedì si è avuta questa situazione:
| Pos | Nº | Pilota           | Costruttore      | Tempo    | Gap    | Giri |
| --- | -- | ---------------- | ---------------- | -------- | ------ | ---- |
| 1   | 3  | Daniel Ricciardo | RB-Honda RBPT    | 1'32"869 |        | 23   |
| 2   | 4  | Lando Norris     | McLaren-Mercedes | 1'32"901 | +0"032 | 25   |
| 3   | 81 | Oscar Piastri    | McLaren-Mercedes | 1'33"113 | +0"244 | 25   |

Nella seconda sessione del giovedì si è avuta questa situazione:
| Pos | Nº | Pilota          | Costruttore                  | Tempo    | Gap    | Giri |
| --- | -- | --------------- | ---------------------------- | -------- | ------ | ---- |
| 1   | 44 | Lewis Hamilton  | Mercedes                     | 1'30"374 |        | 25   |
| 2   | 63 | George Russell  | Mercedes                     | 1'30"580 | +0"206 | 23   |
| 3   | 14 | Fernando Alonso | Aston Martin Aramco-Mercedes | 1'30"660 | +0"286 | 22   |

Nella sessione del venerdì si è avuta questa situazione:
| Pos | Nº | Pilota           | Costruttore                  | Tempo    | Gap    | Giri |
| --- | -- | ---------------- | ---------------------------- | -------- | ------ | ---- |
| 1   | 55 | Carlos Sainz Jr. | Ferrari                      | 1'30"824 |        | 18   |
| 2   | 14 | Fernando Alonso  | Aston Martin Aramco-Mercedes | 1'30"965 | +0"141 | 18   |
| 3   | 1  | Max Verstappen   | Red Bull Racing-Honda RBPT   | 1'31"062 | +0"238 | 16   |

## Qualifiche

### Resoconto
Carlos Sainz Jr. fa segnare il primo tempo di riferimento, usando gomme medie; il suo compagno di scuderia, Leclerc, arriva vicino al suo rilievo cronometrico, ma senza riuscire a batterlo. Alexander Albon è il primo dei piloti a scendere sotto il minuto e trentuno secondi. Poco dopo la vetta della graduatoria è presa da Nico Hülkenberg (1'30"623). Dopo che Norris è capace di battere il tempo del pilota della Haas, è il turno per Verstappen di scalare al comando, con 1'30"031. Quando le Ferrari escono in pista con gomme a mescola morbida, Sainz Jr. porta il limite a 1'29"909, mentre Leclerc è quarto. Nella parte conclusiva della sessione tutti i piloti rientrano in pista, per migliorare i loro tempi, ad eccezione di Sainz Jr.. Sono eliminati Bottas, Zhou, Sargeant, Ocon e Gasly.
La seconda fase vede Hülkenberg chiudere in 1'30"997, e Kevin Magnussen fermarsi a 0"173 dal suo compagno di scuderia. Oscar Piastri si porta a 1'30"624, battuto immediatamente, con 1'29"941, da Norris. Stroll si piazza terzo, mentre Yuki Tsunoda e Ricciardo non sono capaci di battere la prestazione di Hülkenberg; i commissari cancellano il tempo di Magnussen per aver superato i limiti della pista. Alonso e Sainz Jr. salgono, rispettivamente, secondo e terzo, battuti entrambi da Leclerc, secondo alle spalle di Norris. Tocca poi a Verstappen, in 1'29"374, ribassare il limite; Sergio Pérez, l'altro pilota della Red Bull Racing, è secondo. Entrano in top ten Hülkenberg e Albon, quest'ultimo poi battuto da Lance Stroll. Ricciardo rimonta decimo, prima che Sainz Jr. scali secondo, staccato di 0"199 da Verstappen. Tsunoda riprende l'ottavo posto, con Alonso che, invece, è terzo. Charles Leclerc marca il miglior tempo della Q2; alla fine anche le Mercedes entrano nella decina che passa alla fase finale. Sono eliminati Tsunoda, Stroll, Albon, Ricciardo e Magnussen.
Anche in Q3 il primo a chiudere un giro è Hülkenberg; va al comando poi Norris, seguito da Russell e, infine, da Verstappen (1'29"421). Pérez è quarto. Sale terzo Sainz Jr., a meno di due decimi dall'olandese; meglio fa Leclerc, a soli 59 millesimi dalla migliore prestazione. Alonso, che ha un solo treno di gomme soft nuove, esce quando la pista è libera, fa il miglior parziale nella seconda sezione del tracciato, e chiude terzo. Piastri migliora, col settimo tempo, così come Norris, sesto. Hülkenberg migliora la sua prestazione, ma resta decimo. Verstappen, nel frattempo, trova la scia di Piastri così come Sainz Jr. sfrutta quella di Hülkenberg. Russell sale terzo, mentre Lewis Hamilton non è che ottavo. Verstappen chiude con 1'29"179, 228 millesimi più veloce di Leclerc. Sainz Jr. risale al quarto posto, mentre Pérez è quinto.
Max Verstappen conquista la trentatreesima pole position in carriera, la terza complessiva nel Gran Premio del Bahrein, bissando quella dell'edizione precedente. Il campione del mondo, alla cinquantanovesima prima fila, a una lunghezza da Nico Rosberg, al sesto posto di tutti i tempi, eguaglia il numero delle partenze al palo di Jim Clark e Alain Prost, al quinto posto di sempre. Per la Red Bull Racing è la novantaseiesima partenza in prima posizione della storia, la quinta generale in questo appuntamento, confermandosi in prima piazza per il secondo anno consecutivo, sempre con Verstappen. Per Leclerc, secondo, è la sesta partenza consecutiva in prima fila, la striscia attuale più lunga, qualificandosi meglio del compagno di squadra Sainz Jr. per l'ottava gara di fila. Russell è terzo. Il britannico si è qualificato solamente una volta nei primi tre posti nelle ultime cinque gare della stagione precedente. Per Russell è la posizione di qualifica più alta su questa configurazione della pista, dopo la seconda posizione ottenuta nel Gran Premio di Sakhir 2020, dove fu utilizzato un diverso layout. Sainz Jr. è quarto, nella stessa posizione da dove è partito nell'edizione precedente, mentre Pérez quinto, con una sola partenza nei primi quattro nelle ultime diciotto gare. Alonso, sesto, parte una posizione indietro rispetto a quella dello scorso anno. 
Norris e Piastri sono qualificati rispettivamente settimo e ottavo. La McLaren presenta due piloti nei primi dieci in qualifica per la prima volta dall'edizione del 2021. Hamilton, nono, eguaglia la peggiore posizione di partenza nel Gran Premio del Bahrein, sebbene gli altri due casi fossero dovuti a penalità sulla griglia, nel 2013 e 2018. Hülkenberg è qualificato decimo per il secondo anno di fila. Tsunoda manca l'accesso al Q3 per soli 0"007, senza che il giapponese sia riuscito mai a qualificarsi all'ultima fase in questo appuntamento. Stroll, dodicesimo, ha raggiunto il Q3 solamente per una volta nelle ultime dieci gare. Grazie al tredicesimo posto di Albon, per la Williams è la miglior posizione in griglia dall'edizione del 2017. Zhou è eliminato in Q1 per la quarta gara di fila, la striscia più lunga di qualsiasi pilota del campionato. Gasly parte ultimo per il secondo anno di fila, ma nella precedente edizione riuscì a terminare nono. 
Le due Alpine occupano le ultime due posizioni in qualifica per la prima volta dal Gran Premio d'Europa 2016 con Magnussen and Jolyon Palmer, quando il team di Enstone correva con la denominazione di Renault. Verstappen ha vinto le ultime sedici gare consecutive partendo dalla pole position, record di vittorie consecutive. L'olandese e Leclerc, secondo, alla trentatreesima prima fila in carriera e la terza nel Gran Premio del Bahrein, sono stati i due migliori in qualifica in media nel 2023, in quest’ordine. I due piloti condividono la prima fila per la quarta gara di fila, in qualsiasi ordine.
Sono stati cancellati due tempi dai commissari sportivi ai piloti per non aver rispettato i limiti della pista, durante le qualifiche. Si sono visti cancellare il tempo Pierre Gasly (alla curva 13) e Kevin Magnussen (alla curva 7). George Russell non riceve sanzioni da parte dei commissari sportivi, per non aver rispettato le istruzioni stabilite dalla direzione gara. Il pilota britannico della Mercedes ha superato il tempo limite di un minuto e 54 secondi valevole tra la seconda linea della safety car e la prima di essa, nel corso del sesto giro, durante la Q1.

### Risultati
Nella sessione di qualifica si è avuta questa situazione:
| Pos                         | Nº | Pilota           | Costruttore                  | Q1       | Q2       | Q3       | Griglia |
| --------------------------- | -- | ---------------- | ---------------------------- | -------- | -------- | -------- | ------- |
| 1                           | 1  | Max Verstappen   | Red Bull Racing-Honda RBPT   | 1'30"031 | 1'29"374 | 1'29"179 | 1       |
| 2                           | 16 | Charles Leclerc  | Ferrari                      | 1'30"243 | 1'29"165 | 1'29"407 | 2       |
| 3                           | 63 | George Russell   | Mercedes                     | 1'30"350 | 1'29"922 | 1'29"485 | 3       |
| 4                           | 55 | Carlos Sainz Jr. | Ferrari                      | 1'29"909 | 1'29"573 | 1'29"507 | 4       |
| 5                           | 11 | Sergio Pérez     | Red Bull Racing-Honda RBPT   | 1'30"221 | 1'29"932 | 1'29"537 | 5       |
| 6                           | 14 | Fernando Alonso  | Aston Martin Aramco-Mercedes | 1'30"179 | 1'29"801 | 1'29"542 | 6       |
| 7                           | 4  | Lando Norris     | McLaren-Mercedes             | 1'30"143 | 1'29"941 | 1'29"614 | 7       |
| 8                           | 81 | Oscar Piastri    | McLaren-Mercedes             | 1'30"531 | 1'30"122 | 1'29"683 | 8       |
| 9                           | 44 | Lewis Hamilton   | Mercedes                     | 1'30"451 | 1'29"718 | 1'29"710 | 9       |
| 10                          | 27 | Nico Hülkenberg  | Haas-Ferrari                 | 1'30"566 | 1'29"851 | 1'30"502 | 10      |
| 11                          | 22 | Yuki Tsunoda     | RB-Honda RBPT                | 1'30"481 | 1'30"129 | N.D.     | 11      |
| 12                          | 18 | Lance Stroll     | Aston Martin Aramco-Mercedes | 1'29"965 | 1'30"200 | N.D.     | 12      |
| 13                          | 23 | Alexander Albon  | Williams-Mercedes            | 1'30"397 | 1'30"221 | N.D.     | 13      |
| 14                          | 3  | Daniel Ricciardo | RB-Honda RBPT                | 1'30"562 | 1'30"278 | N.D.     | 14      |
| 15                          | 20 | Kevin Magnussen  | Haas-Ferrari                 | 1'30"646 | 1'30"529 | N.D.     | 15      |
| 16                          | 77 | Valtteri Bottas  | Kick Sauber-Ferrari          | 1'30"756 | N.D.     | N.D.     | 16      |
| 17                          | 24 | Zhou Guanyu      | Kick Sauber-Ferrari          | 1'30"757 | N.D.     | N.D.     | 17      |
| 18                          | 2  | Logan Sargeant   | Williams-Mercedes            | 1'30"770 | N.D.     | N.D.     | 18      |
| 19                          | 31 | Esteban Ocon     | Alpine-Renault               | 1'30"793 | N.D.     | N.D.     | 19      |
| 20                          | 10 | Pierre Gasly     | Alpine-Renault               | 1'30"948 | N.D.     | N.D.     | 20      |
| Tempo limite 107%: 1'36"202 |    |                  |                              |          |          |          |         |

In grassetto sono indicate le migliori prestazioni in Q1, Q2 e Q3.

## Gara

### Resoconto
Tutti i piloti iniziano la gara con gomme soft. Verstappen mantiene il comando: è seguito da Leclerc, Russell, Pérez e Sainz Jr.. Al terzo giro Charles Leclerc cede la posizione a Russell, mentre Lando Norris prende la sesta piazza ad Alonso. Dopo un paio di altri giri anche l'altro pilota della McLaren, Piastri, supera lo spagnolo. Anche Leclerc sembra in crisi, tanto da essere superato da Pérez, già al settimo giro. Tre giri dopo Lewis Hamilton scala ottavo, passando Alonso.
All'undicesimo passaggio Carlos Sainz Jr. ha la meglio sul compagno di scuderia Leclerc mentre, dal giro seguente, iniziano i cambi gomme. Russell e Leclerc montano gomme dure. Al quattordicesimo giro Pérez, passato a gomme hard, come Piastri e Hamilton, prende la posizione a Russell. Al quindicesimo giro si ferma Sainz Jr., mentre Fernando Alonso attende il giro seguente. Dopo la sosta Leclerc è ripassato davanti a Sainz Jr. che, però, ripassa subito. Lo spagnolo della Ferrari, in seguito, ha la meglio anche su Russell. Verstappen cambia le gomme al diciottesimo passaggio. Il pilota della Red Bull Racing comanda la gara, dopo la sosta, con 5"6 su Pérez, 8"6 su Sainz Jr., 10"2 su Russell e 11"8 su Leclerc.
George Russell è il primo, tra i piloti di testa, ad effettuare la seconda sosta, al trentatreesimo giro. Il britannico della Mercedes, rientrato in pista alle spalle di Alonso, lo passa facilmente. Dopo la sosta Sergio Pérez torna in pista poco davanti a Sainz Jr., che però non è capace di ridurre il margine di distacco per attaccare il messicano. Leclerc registra, al trentaseiesimo passaggio, il giro più veloce assoluto. Verstappen attende il trentottesimo passaggio per il cambio gomme, optando per gomme soft, così come aveva fatto il suo compagno di team Pérez. Nel giro seguente l'olandese strappa il giro più veloce a Leclerc, con un margine di quasi un secondo e mezzo. L'ultimo a cambiare è Alonso che, però, avendo atteso troppo, e avendo rovinato gli pneumatici, è sceso fuori dalla zona dei punti. Sfruttando un errore di Russell, Leclerc sale in quarta posizione.
Max Verstappen vince il cinquantacinquesimo Gran Premio in carriera. Per il tre volte campione del mondo è il secondo successo nel Gran Premio del Bahrein dopo quello dell'edizione precedente. Per la Red Bull Racing, al quarto successo complessivo in questo appuntamento, il secondo consecutivo, è la centoquattordicesima vittoria della propria storia, ed eguaglia i successi della Williams, al quarto posto di sempre. Per Pérez la seconda posizione è il miglior risultato dal Gran Premio d'Italia 2023. Il terzo posto di Sainz Jr. è stato solamente il quarto podio dall'inizio del campionato precedente. Leclerc, quarto, ottiene dodici punti, dopo averne ottenuti solo sei nelle prime tre gare del 2023 messe insieme. Con Russell quinto e Hamilton settimo, la Mercedes ottiene lo stesso risultato dell'edizione precedente, ma con posizioni invertite. Per Hamilton è il peggior risultato nel Gran Premio del Bahrein dall'inizio dell'era turbo-ibrida, nella stagione 2014. La McLaren, con Norris sesto e Piastri ottavo, ottiene punti nella gara inaugurale per la prima volta dal 2021. L'australiano conquista gli stessi punti di quelli ottenuti nelle prime cinque gare della scorsa stagione. Alonso termina nono dopo aver concluso a podio nelle prime tre gare del 2023. Con la decima posizione di Stroll, l'Aston Martin ottiene punti con entrambe le vetture per il secondo anno di fila in questa gara. La dodicesima posizione di Magnussen è il suo miglior risultato dall'aver ottenuto un punto nel Gran Premio di Singapore 2023.
Per Verstappen, al novantanovesimo podio e vittorioso per la diciottesima volta nelle ultime diciannove gare, è il quinto Grand Chelem (pole position, giro veloce e vittoria del Gran Premio conducendo tutti i giri in testa), dopo il Gran Premio del Qatar 2023, al pari di Alberto Ascari e Michael Schumacher, al terzo posto di sempre, e il dodicesimo hat trick (pole position, giro veloce e vittoria), dopo il Gran Premio di Abu Dhabi 2023, in carriera in Formula 1, al terzo posto generale. Verstappen è il primo pilota a ottenere un Grand Chelem nella gara d'apertura da Michael Schumacher nel Gran Premio d'Australia 2004. Il campione del mondo, che ottiene l'ottava vittoria consecutiva, per la terza striscia più lunga di sempre, è il settimo pilota della storia a realizzare un hat trick alla prima gara stagionale. L'olandese estende a quarantadue gare, la seconda striscia più lunga di tutti i tempi, nel quale ottiene punti consecutivamente, con la serie iniziata nel Gran Premio dell'Emilia-Romagna 2022, e conduce un Gran Premio nella sua interezza per la tredicesima volta in carriera. 
La Red Bull Racing inizia la ventesima stagione in Formula 1 con una doppietta, la ventinovesima della propria storia, di cui dodici di queste messe a segno dal 2022, e la prima da quella del Gran Premio d'Italia 2023. Il costruttore austriaco termina nelle prime due posizioni nella gara d'apertura per il secondo anno di fila, e trionfa per la trentaduesima volta nelle ultime trentaquattro gare, sempre vittoriosa dalle ultime diciannove pole position. Con il settimo posto, Hamilton ottiene punti per la diciottesima stagione consecutiva in Formula 1, stabilendo un nuovo record e superando quello del suo ex compagno di squadra, Jenson Button. Per la diciassettesima volta nella storia della massima categoria, di cui le ultime tredici gare a partire dal 2015, non si sono verificati ritiri, occorrenza verificatasi per l'ultima volta nel Gran Premio di Abu Dhabi 2023, ultimo appuntamento del precedente campionato, nel quale, nonostante Sainz Jr. fu l'unico pilota a non tagliare il traguardo, fu comunque classificato per aver coperto il 90% della distanza di gara. Per la prima volta nella storia della categoria, la gara inaugurale non segna nessun ritiro. È stato il quinto Gran Premio del Bahrein più veloce della storia sul tempo della distanza di gara, alla ventesima edizione.
Sono stati cancellati 20 tempi dai commissari sportivi ai piloti per non aver rispettato i limiti della pista, durante la gara. Si sono visti cancellare il tempo tre volte Lando Norris (due volte alla curva 15 e una volta alla curva 13), Oscar Piastri (due volte alla curva 15 e una volta alla curva 4) e Daniel Ricciardo (una volta alla curva 13 e due volte alla curva 4), due volte Yuki Tsunoda (una volta alla curva 4 e una volta alla curva 13), Lewis Hamilton (una volta alla curva 10 e una volta alla curva 4), Pierre Gasly (entrambe le volte alla curva 4) e Alexander Albon (una volta alla curva 4 e una volta alla curva 10), una volta Charles Leclerc (alla curva 10), George Russell (alla curva 10) e Max Verstappen (alla curva 4).

### Risultati
I risultati del Gran Premio sono i seguenti:
| Pos | Nº | Pilota           | Costruttore                  | Giri | Tempo/Ritiro | Griglia | Punti |
| --- | -- | ---------------- | ---------------------------- | ---- | ------------ | ------- | ----- |
| 1   | 1  | Max Verstappen   | Red Bull Racing-Honda RBPT   | 57   | 1h31'44"742  | 1       | 26    |
| 2   | 11 | Sergio Pérez     | Red Bull Racing-Honda RBPT   | 57   | +22"457      | 5       | 18    |
| 3   | 55 | Carlos Sainz Jr. | Ferrari                      | 57   | +25"110      | 4       | 15    |
| 4   | 16 | Charles Leclerc  | Ferrari                      | 57   | +39"669      | 2       | 12    |
| 5   | 63 | George Russell   | Mercedes                     | 57   | +46"788      | 3       | 10    |
| 6   | 4  | Lando Norris     | McLaren-Mercedes             | 57   | +48"458      | 7       | 8     |
| 7   | 44 | Lewis Hamilton   | Mercedes                     | 57   | +50"324      | 9       | 6     |
| 8   | 81 | Oscar Piastri    | McLaren-Mercedes             | 57   | +56"082      | 8       | 4     |
| 9   | 14 | Fernando Alonso  | Aston Martin Aramco-Mercedes | 57   | +1'14"887    | 6       | 2     |
| 10  | 18 | Lance Stroll     | Aston Martin Aramco-Mercedes | 57   | +1'33"216    | 12      | 1     |
| 11  | 24 | Zhou Guanyu      | Kick Sauber-Ferrari          | 56   | +1 giro      | 17      |       |
| 12  | 20 | Kevin Magnussen  | Haas-Ferrari                 | 56   | +1 giro      | 15      |       |
| 13  | 3  | Daniel Ricciardo | RB-Honda RBPT                | 56   | +1 giro      | 14      |       |
| 14  | 22 | Yuki Tsunoda     | RB-Honda RBPT                | 56   | +1 giro      | 11      |       |
| 15  | 23 | Alexander Albon  | Williams-Mercedes            | 56   | +1 giro      | 13      |       |
| 16  | 27 | Nico Hülkenberg  | Haas-Ferrari                 | 56   | +1 giro      | 10      |       |
| 17  | 31 | Esteban Ocon     | Alpine-Renault               | 56   | +1 giro      | 19      |       |
| 18  | 10 | Pierre Gasly     | Alpine-Renault               | 56   | +1 giro      | 20      |       |
| 19  | 77 | Valtteri Bottas  | Kick Sauber-Ferrari          | 56   | +1 giro      | 16      |       |
| 20  | 2  | Logan Sargeant   | Williams-Mercedes            | 55   | +2 giri      | 18      |       |

Max Verstappen riceve un punto addizionale per aver segnato il giro più veloce della gara.

## Classifiche mondiali

### Piloti
| Pos | Pilota           | Punti |
| --- | ---------------- | ----- |
| 1   | Max Verstappen   | 26    |
| 2   | Sergio Pérez     | 18    |
| 3   | Carlos Sainz Jr. | 15    |
| 4   | Charles Leclerc  | 12    |
| 5   | George Russell   | 10    |
| 6   | Lando Norris     | 8     |
| 7   | Lewis Hamilton   | 6     |
| 8   | Oscar Piastri    | 4     |
| 9   | Fernando Alonso  | 2     |
| 10  | Lance Stroll     | 1     |

### Costruttori
| Pos | Costruttore                  | Punti |
| --- | ---------------------------- | ----- |
| 1   | Red Bull Racing-Honda RBPT   | 44    |
| 2   | Ferrari                      | 27    |
| 3   | Mercedes                     | 16    |
| 4   | McLaren-Mercedes             | 12    |
| 5   | Aston Martin Aramco-Mercedes | 3     |